# Stargirl (serie de televisión)
DC's Stargirl, o simplemente Stargirl, es una serie web estadounidense de drama creada por Geoff Johns que se estrenó en DC Universe en Estados Unidos. Se basa en la superheroína del mismo nombre de DC Comics creada por Johns y Lee Moder. La serie sigue a la estudiante de secundaria Courtney Whitmore, interpretada por Brec Bassinger, quien descubre un bastón cósmico y se convierte en la inspiración para una nueva generación de superhéroes que se convierten en la Sociedad de la Justicia de América.
DC Universe ordenó la serie en julio de 2018. Bassinger fue elegida en septiembre de 2018, con audiciones adicionales para los miembros de su familia, la Sociedad de la Justicia de América, y la Sociedad de la Injusticia hasta febrero de 2019. La filmación de la serie comenzó en marzo de 2019 en el área metropolitana de Atlanta en Georgia.
Stargirl se estrenó el 18 de mayo de 2020 y consta de 13 episodios. La serie también se emite al día siguiente en The CW en Estados Unidos, y está disponible en las plataformas digitales de The CW. También se lanza en HBO España en España al día siguiente de su emisión original. Antes del estreno de la serie, los personajes aparecieron en el cruce del Arrowverso «Crisis on Infinite Earths», estableciendo Stargirl como existente en una Tierra paralela a la de las series del Arrowverso. En julio de 2020, la serie fue renovada para una segunda temporada por The CW, lo que resultó en que Stargirl se mudara al canal como una serie original de The CW. La segunda temporada se estrenó el 10 de agosto de 2021. En mayo de 2021, antes del estreno de la segunda temporada, la serie fue renovada para una tercera temporada, que se estrenó el 31 de agosto de 2022. La serie finalizó el 7 de diciembre de 2022, luego de 3 temporadas emitidas.

## Sinopsis
Una década después de que la mayoría de la Sociedad de la Justicia de América muriera en una batalla en contra de la Sociedad de la Injusticia, la estudiante de segundo año de secundaria Courtney Whitmore descubre el poderoso Bastón Cósmico y, al enterarse de que su padrastro Pat Dugan solía ser el compañero de Starman, se convierte en la inspiración para toda una nueva generación de superhéroes.

## Elenco y personajes

### Principales
- Brec Bassinger como Courtney Whitmore / Stargirl:
Una estudiante de segundo año de secundaria de Los Ángeles que descubre una poderosa arma, el Bastón Cósmico, y se convierte en la heroína adolescente Stargirl.[3] Como Stargirl, también se convierte en la líder de la segunda encarnación de la Sociedad de la Justicia de América.[4] En su preparación para el papel, Bassinger no miró las interpretaciones anteriores del personaje por Britt Irvin en Smallville o Sarah Gray en Legends of Tomorrow porque fueron representadas como «versiones más antiguas y maduras» de Stargirl. Bassinger agregó que la serie siguió al cómic Stars and S.T.R.I.P.E. más «en que ella es joven, de secundaria, ingenua, que quería incluir en esta versión de Stargirl».[4] Maizie Smith interpreta a una Courtney de 5 años.
- Yvette Monreal como Yolanda Montez / Wildcat II:
Una chica anteriormente popular en Blue Valley High hasta que un escándalo la convirtió en una marginada y una desgracia para sus padres católicos. Como un boxeadora experta, se convierte en una de las amigas de Courtney y en miembro de la nueva SJA como la nueva Wildcat.[5]
- Anjelika Washington como Beth Chapel / Doctora Medianoche II: una rechazada social y nerd que se convierte en una de las amigas de Courtney y miembro de la nueva SJA como la nueva Doctora Medianoche.[5]
- Cameron Gellman como Rick Tyler / Hourman II:
Un delincuente de secundaria con problemas de ira y el hijo del Hourman original, Rex Tyler, cuyos padres murieron en un accidente automovilístico cuando tenía siete años. Se convierte en uno de los amigos de Courtney y miembro de la nueva SJA como el nuevo Hourman.[5] Boston Pierce interpreta a un Rick de 7 años.
- Trae Romano como Mike Dugan: el hijo de Pat Dugan y hermanastro de Courtney.[6]
- Jake Austin Walker como Henry King Jr. (temporada 1):
Un estudiante de Blue Valley High y su jugador de fútbol estrella. Más tarde desarrolla poderes psiónicos luego de experimentar angustia emocional después de que su padre entre en coma.[7][8]
- Meg DeLacy como Cindy Burman / Shiv:
La hija de Dragon King, novia de Henry King Jr., y la estudiante más popular de Blue Valley High con habilidades mejoradas y empuña cuchillas en sus muñequeras. Si bien ella es la capitana de porristas de la secundaria, está decidida a seguir los pasos de su padre. En la búsqueda de eso, adquirió una poderosa armadura y un bastón lanzallamas.[7]
- Neil Jackson como Jordan Mahkent / Icicle (temporada 1):
El líder de la Sociedad de la Injusticia, un hombre de negocios «astuto» con el poder de la criocinesis, y fundador de The American Dream, una empresa responsable de la revitalización de Blue Valley.[6][4][5] Jackson inicialmente pensó que «Icicle» era «un nombre tonto» e hizo que el personaje sonara «como un My Little Pony», pero el tono de Johns ayudó a que el personaje fuera creíble para Jackson.[9]
- Christopher James Baker como Henry King Sr. / Brainwave (temporada 1):
Un miembro de la SIA con habilidades psiónicas, el padre de Henry King Jr., y un exitoso neurocirujano en Blue Valley Medical Center.[10] Baker declaró que Henry King Sr. era la «máscara» de Brainwave, a diferencia de lo contrario, creyendo que Brainwave «es el verdadero ser».[10]
- Amy Smart como Bárbara Whitmore: la madre de Courtney y esposa de Pat Dugan que se esfuerza por equilibrar su vida laboral y hogareña.[6]
- Luke Wilson como Pat Dugan / STRIPE:
El padrastro de Courtney, antiguo compañero de Starman, y un mecánico que posee un garaje de reparaciones donde almacena un vehículo robótico de 4,57 metros de su propia creación hecho con piezas de repuesto.[11] Pat sirve como mentor reacio y figura paterna para Courtney y sus compañeros de equipo de la SJA. A pesar de sus superhéroes, Pat quiere proporcionar una vida normal a su familia.[4]
- Hunter Sansone como Cameron Mahkent:[nota 1] un estudiante de Blue Valley High, aspirante a artista, el hijo de Jordan Mahkent, y le gusta Courtney.[6][12] Roger Dale Floyd interpreta a un Cameron más joven.

### Recurrentes
- Henry Thomas como Charles McNider / Doctor Medianoche:
Un miembro de la SJA original que era un detective y un pionero médico brillante y progresista con gafas especiales equipadas con una IA, más tarde llamado «Chuck» por Beth, modelada en su personalidad para ayudarlo a combatir el crimen.[13] Thomas también proporciona la voz de «Chuck».
- Eric Goins como Steven Sharpe / Gambler: un miembro de la SIA que es un maestro en el arte del engaño.[5] Es el director financiero de The American Dream con una personalidad egocéntrica y cortante.
- Neil Hopkins como Lawrence «Crusher» Crock / Sportsmaster:
Un miembro de la SIA que maneja armas con temas deportivos y cree que todos sus objetivos son solo parte de un juego para ganar.[14] Crusher es el dueño de un gimnasio en Blue Valley, está casado con Paula Brooks y es padre de Artemis Crock.[5]
- Joy Osmanski como Paula Brooks / Tigresa: una miembro de la SIA que caza a los humanos más peligrosos del mundo.[14] Es profesora de gimnasia en Blue Valley High, está casada con «Crusher» Crock y es madre de Artemis Crock.[5]
- Hina Khan como Anaya Bowin / The Fiddler: la directora de Blue Valley High School, una violinista experta, madre de Isaac Bowin y secretamente miembro de la SIA.[15][16]
- Joe Knezevich como William Zarick / Wizard: un miembro de la SIA que usa magia.[17] Es concejal en Blue Valley.
- Mark Ashworth como Justin / Shining Knight: un conserje misterioso en la escuela secundaria Blue Valley que es secretamente un exvigilante que lleva la espada Excálibur.[18][19]
- Stella Smith como Artemis Crock: la hija de «Crusher» Crock y Paula Brooks y una atleta estrella en la escuela secundaria Blue Valley.[5]
- Ashley Winfrey como Jenny Williams: una estudiante de Blue Valley High School, la mejor amiga de Cindy Burman y la cocapitana del equipo de porristas de la secundaria.
- Will Deusnir como Joey Zarick: el hijo de William Zarick y aspirante a mago.
- Max Frantz como Isaac Bowin: un estudiante de Blue Valley High School que es un músico inteligente e hijo de Anaya Bowin.
- Jasun Jabbar como Brian Tanner Balloid: un estudiante de Blue Valley High School y miembro del equipo de fútbol, es amigo cercano de Henry King Jr. y Travis Thomas.
- Sam Brooks como Travis Thomas: un amigo de Henry King Jr. y estudiante de Blue Valley High School.
- Christian Adam como Joshua Hamman: el geek de la secundaria y el blanco frecuente de los matones.
- Cynthia Evans como Denise Zarick: la esposa de William Zarick y la madre de Joey Zarick.
- Kron Moore como Bridget Chapel: la madre de Beth Chapel, que es doctora en Blue Valley Medical Center.
- Gilbert Glenn Brown como James Chapel: el padre de Beth Chapel y el esposo de Bridget Chapel que trabaja en The American Dream.
- Lesa Wilson como Bobbie Burman: la última esposa de Dragon King y la madrastra de Cindy.
- Jim France como Sofus Mahkent: el padre de Jordan y el abuelo de Cameron que apoya la campaña de Jordan.
- Kay Galvin como Lily Mahkent: la madre de Jordan y la abuela de Cameron que apoya la campaña de Jordan.
- Nelson Lee como Dr. Shiro Ito / Dragon King:
Un miembro de la SIA, el padre de Cindy Burman, y un científico controvertido que esconde su rostro y experimenta con él y sus pacientes. Originalmente fue un criminal de guerra del Imperio del Japón durante la Segunda Guerra Mundial que supuestamente fue ejecutado por sus crímenes antes de entrar en secreto en la SIA.[14][4]
- Maria Sager como María: una camarera en el restaurante en el que se conocieron Pat y Bárbara.

Adicionalmente, Solomon Grundy, un zombi imponente y miembro de la SIA, aparece a través de CGI.

## Episodios
| Temporada | Temporada | Episodios | Episodios | Emisión original     | Emisión original       | Emisión original |
| Temporada | Temporada | Episodios | Episodios | Primera emisión      | Última emisión         | Cadena           |
| --------- | --------- | --------- | --------- | -------------------- | ---------------------- | ---------------- |
|           | 1         | 13        | 13        | 18 de mayo de 2020   | 10 de agosto de 2020   | DC Universe      |
|           | 2         | 13        | 13        | 10 de agosto de 2021 | 2 de noviembre de 2021 | The CW           |
|           | 3         | 13        | 13        | 31 de agosto de 2022 | 7 de diciembre de 2022 | The CW           |

## Producción

### Desarrollo
El 19 de julio de 2018, se anunció que DC Universe había dado un pedido de serie a Stargirl, que constaría de trece episodios. El piloto fue escrito por Geoff Johns, quien es productor ejecutivo junto a Greg Berlanti, Sarah Schechter y Melissa Carter (quien es coshowrunner con Johns). Las productoras involucradas con la serie son Mad Ghost Productions, Berlanti Productions y Warner Bros. Television. Se dijo que la serie sería una «reinvención» de Stargirl. El 6 de julio de 2020, The CW renovó la serie para una segunda temporada, lo que resultó en que la serie se moviera exclusivamente al canal como una serie original de The CW. El 3 de mayo de 2021, antes del estreno de la segunda temporada, The CW renovó la serie para una tercera temporada. La renovación permitió que la serie fuera cofinanciada por HBO Max, como parte de un acuerdo más amplio entre ambos canales.

### Casting
En septiembre de 2018, se anunció que Brec Bassinger había sido elegida como Courtney Whitmore / Stargirl. Johns calificó el casting de Stargirl como un proceso difícil, audicionando a cientos de actrices para el papel. Sobre por qué Bassinger era perfecta para el papel, Johns dijo: «Inmediatamente... supe que ella era Courtney. Ella tiene el humor, el entusiasmo, la energía, el optimismo innato y Brec realmente representa quién es Stargirl». En noviembre de 2018, se eligieron los siguientes papeles: Anjelika Washington como Beth Chapel / Doctora Medianoche, Yvette Monreal como Yolanda Montez / Wildcat y Christopher James Baker como Henry King / Brainwave. En enero de 2019, Luke Wilson fue elegido como Pat Dugan / STRIPE. Amy Smart fue elegida como Bárbara Whitmore al mes siguiente, junto con Neil Jackson como Jordan Mahkent / Icicle, Trae Romano como Mike Dugan, Hunter Sansone como Cameron, y Cameron Gellman como Rick Tyler / Hourman. En febrero de 2019, Jake Austin Walker fue elegido como Henry King Jr. y Meg Delacy como Cindy Burman, completando el elenco.

### Diseño
La diseñadora de vestuario LJ Shannon «trató de mantenerse lo más fiel posible a la historia [de los cómics]» en sus diseños. Cada uno de los trajes son «utilitarios» con apariencias individuales. Johns describió al de Doctor Medianoche como «[un] pequeño steampunk» con lona y cuero y al de Hourman como «un poco más hábil». Legacy Effects creó un STRIPE práctico para usar durante la filmación.

### Filmación
La filmación había comenzado para el 14 de marzo de 2019, con Glen Winter dirigiendo el piloto. Christopher Manley y Scott Peck fueron directores de fotografía en la serie. La filmación tuvo lugar a través del área metropolitana de Atlanta, incluyendo: Marietta, Virginia–Highland, Duluth, Lithia Springs, Dallas, Marietta Square, West End, Westlake High School, el Centro de Investigación Médica de Atlanta, Campbell Middle School, Condado de Paulding, Smyrna, Arbor Place Mall, Vinings, Mableton y Douglas County High School. Walter Garcia sirve como coordinador de dobles de la serie y director de segunda unidad. Fue contratado para ayudar al bastón de Stargirl a «tener una personalidad y estar vivo cuando pelea con ella».
La serie se continuará filmando en Atlanta para la segunda temporada.

## Lanzamiento
Stargirl se estrenó en Estados Unidos en DC Universe el 18 de mayo de 2020 y la primera temporada consistió de 13 episodios en 4K Ultra HD. Originalmente se estrenaría el 11 de mayo de 2020. En noviembre de 2019, se anunció que The CW emitiría en Estados Unidos cada episodio al día siguiente de su estreno en DC Universe y que también estarían disponible en las plataformas en línea del canal. Al igual que The CW, HBO lanzó los episodios en España al día siguiente de su emisión original.
La segunda temporada, que se emitirá exclusivamente en The CW, estrenó el 10 de agosto de 2021 y consistió con 13 episodios. La temporada se lanzará eventualmente en HBO Max. La tercera temporada, subtitulada Frenemies, se estrenó el 31 de agosto de 2022.

## Recepción

### Recepción crítica
En el sitio web del agregador de reseñas Rotten Tomatoes, la primera temporada tiene un índice de aprobación del 89%, basándose en 38 reseñas con una calificación promedio de 7,61/10. El consenso crítico del sitio dice: «Una serie estelar perfecta para cualquiera que busque un poco de esperanza, Stargirl es una diversión deliciosa que toda la familia puede disfrutar». En Metacritic, tiene un puntaje promedio ponderado de 68 de 100, basándose en 8 reseñas, lo que indica «críticas generalmente favorables».

### Audiencias en The CW
La siguiente tabla representa los datos de audiencia para la emisión de cada episodio en The CW, ya que DC Universe no publica información de audiencia.
| Temporada | Horario (ET)         | Episodios | Primera emisión      | Primera emisión      | Última emisión         | Última emisión       | Puesto de audiencia | Audiencia promedio (millones) | Puesto demográfico (18–49 años) | Audiencia demográfica promedio (18–49 años) |
| Temporada | Horario (ET)         | Episodios | Fecha                | Audiencia (millones) | Fecha                  | Audiencia (millones) | Puesto de audiencia | Audiencia promedio (millones) | Puesto demográfico (18–49 años) | Audiencia demográfica promedio (18–49 años) |
| --------- | -------------------- | --------- | -------------------- | -------------------- | ---------------------- | -------------------- | ------------------- | ----------------------------- | ------------------------------- | ------------------------------------------- |
| 1         | martes 8:00 p. m.    | 13        | 19 de mayo de 2020   | 1,22                 | 11 de agosto de 2020   | 0,86                 | —                   | 1,00                          | —                               | 0,2                                         |
| 2         | martes 8:00 p. m.    | 13        | 10 de agosto de 2021 | 0,72                 | 2 de noviembre de 2021 | 0,57                 | —                   | —                             | —                               | —                                           |
| 3         | miércoles 8:00 p. m. | 13        | 31 de agosto de 2022 | 0,50                 | 7 de diciembre de 2022 | 0,46                 | —                   | —                             | —                               | —                                           |

El episodio piloto estuvo empatado con Nancy Drew después de Batwoman como el segundo mejor estreno de serie en The CW para la temporada de televisión de 2019-2020 y fue el mejor estreno de serie de verano en el canal desde la novena temporada de Whose Line Is It Anyway? en 2013. Durante los primeros siete episodios de la primera temporada, Stargirl promedió una audiencia de 0,2 millones entre adultos de 18 a 49 años y cerca de 1 millón de espectadores iniciales por episodio, que estuvo «a la par» con las series del Arrowverso de The CW.

### Reconocimientos
| Premio         | Año  | Categoría                                                             | Nominado       | Resultado | Ref.   |
| -------------- | ---- | --------------------------------------------------------------------- | -------------- | --------- | ------ |
| Premios Saturn | 2021 | Mejor adaptación de serie de televisión de superhéroes                | Stargirl       | Nominado  | [ 57 ] |
| Premios Saturn | 2021 | Mejor actor de reparto en una serie de televisión                     | Luke Wilson    | Nominado  | [ 57 ] |
| Premios Saturn | 2021 | Mejor actuación de un actor o actriz joven en una serie de televisión | Brec Bassinger | Ganadora  | [ 57 ] |

## Arrowverso
Stargirl y su equipo fueron presentados brevemente en el cruce del Arrowverso «Crisis on Infinite Earths» en enero de 2020, con imágenes del episodio «The Justice Society». Stargirl está establecida en una nueva Tierra-2, creada durante el cruce. Stargirl de Tierra-1 había aparecido previamente en tres episodios de la segunda temporada de Legends of Tomorrow, interpretada por Sarah Gray, entre octubre de 2016 y febrero de 2017.
Con respecto a cualquier cruce adecuado con el Arrowverso, Johns y Bassinger estaban interesados en la idea. En abril de 2020, Johns dijo, «en este momento, la principal preocupación es asegurarse de que este programa sea genial, que estos personajes sean geniales, que tengan sus propias historias y que obtengan el tiempo de pantalla adecuado y los episodios adecuados para desarrollarse por sí mismos. Espero que en el futuro podamos hacer algo divertido, pero la primera temporada se trata de asegurarnos de que Stargirl sea el mejor programa posible». Bassinger agregó que ya había habido una discusión preliminar sobre el cruce con The Flash, y que tenía la esperanza de poder hacer un cruce con Melissa Benoist en Supergirl.